# 텔레포니카
텔레포니카(Telefonica, S.A.)는 스페인의 통신 회사이며, 사실상의 독점기업이다. 세계적인 운용망을 갖추어, 세계에서 가장 큰 유선통신과 무선통신망을 보유한 회사 중 하나이다. O2, 모비스타 앤 맨크스 텔레콤을 합병함으로써 고객 수로는 차이나 모바일, 보다폰에 이어 세계 3위이고, 시장 가치로는 상위 5위권에 꼽힌다. 텔레포니카는 1924년에 콤파니아 텔레포니카 나시오날 데 에스파냐(스페인어: Compania Telefonica Nacional de Espana (CTNE)라는 이름으로 설립되었고 1997년에 통신 시장이 자유화될 때까지 스페인에서 유일한 전화 사업자였으며, 현재도 지배적인 지위(2004년 기준으로 75% 이상.)를 차지하고 있다. 1997년에 스페인 정부는 이 회사를 민영화하였다. 텔레포니카는 다양한 부정경쟁행위를 하여, 고객과의 분쟁으로 유명하였다.

## 사업 지역

### 스페인
텔레포니카는 그루포 산탄데르 다음으로 스페인에서 2번째로 큰 기업이다. 텔레포니카는 유선전화와 ADSL을 공급하는 스페인에서 가장 큰 회사인 텔레포니카 데 에스파냐(스페인어: Telefónica de España)와 스페인에서 가장 큰 이동통신 회사인 텔레포니카 모빌레스(스페인어: Telefónica Móviles)(브랜드명: 모비스타,Movistar), 그리고 인터넷 자회사인 테라 네트웍스(스페인어: Terra Networks, S.A.)를 보유하고 있다.

### 체코
2005년, 텔레포니카는 체코 텔레콤(체코어: Český Telecom)을 매입하였는데, 이 회사는 전에 체코 정부가 소유하던 회사로서 현재도 체코의 유선 전화 시장에서 지배적인 위치를 차지하고 있는 회사이다. 이 매입 계약으로 텔레포니카는 또한 100% 자회사인 유로텔(Eurotel)도 인수하였다. 이 회사는 체코에서 무선 전화를 제공하는 3개 회사 중 하나였다. 2006년 7월 1일 두 회사는 텔레포니카 O2 체코 리퍼블릭(Telefónica O2 Czech Republic)이라는 하나의 회사로 합병하였다.

### 슬로바키아
2006년 여름, 텔레포니카(텔레포니카 O2 슬로바키아)는 O2라는 브랜드로 슬로바키아 3번째의 이동통신 회사 입찰에서 낙찰되었다. 2007년 2월 2일, O2 제드놋카(Jednotka)라는 브랜드로 서비스를 개시하였다. 처음에는 선불 서비스만을 제공하다가, 2007년 2/4분기부터 후불 전화도 판매하기 시작하였다.

### 영국, 아일랜드, 독일, 맨섬
2006년 1월 26일, 텔레포니카는 영국, 아일랜드, 독일, 맨섬(여기서는 소규모의 유선 전화도 제공)에서 이동 전화 서비스를 제공하는 영국에 기반을 둔 사업자인 O2를 177억 파운드(257억 유로)에 인수를 완료하였다. 텔레포니카는 또한 텔레포니카 도이칠란드(Telefónica Deutschland), 텔레포니카 O2 유케이(Telefónica O2 U.K.)도 소유하고 있는데, 두 회사는 각각 2001년과 2002년 2월에 텔레포니카가 매입하고 2003년 1월에 합병한 미디어웨이즈(mediaWays), 하이웨이원(HighwayOne)이 회사 명을 변경한 것으로서 인터넷 서비스를 제공하고 있다.

## 이사회
이사회는 17명의 이사로 구성된다. 1명의 여성 이사가 포함되어 있는 현 이사진은 아래와 같다. (2010년)
- 의장 세자르 알리에르타(Mr. César Alierta Izuel)
- 부의장 이지드로 파이네 카사스(Mr. Isidro Fainé Casas), 비탈리노 마누엘 나프리아 아즈나르(Mr. Vitalino Manuel Nafría Aznar)
- COO 훌리오 리나레스 로페즈(Mr. Julio Linares López)
- 평이사
  - 호세 마리아 아브릴 로페즈(Mr. José María Abril Pérez)
  - 페르난도 데 알만사 모레노 바레다(Mr. Fernando de Almansa Moreno-Barreda)
  - 호세 마리아 알바레즈 파예테 로페즈(Mr. José María Álvarez-Pallete López)
  - 다비드 아르쿨루스(Mr. David Arculus)
  - 에바 카스티요 산즈(Ms. Eva Castillo Sanz)
  - 카를로스 콜로메르 카세야스(Mr. Carlos Colomer Casellas)
  - 피터 어스킨(Mr. Peter Erskine, 영국인)
  - 알폰소 페라리 에레로(Mr. Alfonso Ferrari Herrero)
  - 루이즈 페르난도 푸를란(Mr. Luiz Fernando Furlán)
  - 곤잘로 이노호사 페르나덴즈 데 앙굴로(Mr. Gonzalo Hinojosa Fernández de Angulo)
  - 파블로 이슬라 알바레즈 데 테헤라(Mr. Pablo Isla Álvarez de Tejera)
  - 안토니오 마사네 라빌라(Mr. Antonio Massanell Lavilla)
  - 하비에르 데 파즈 만초(Mr. Javier de Paz Mancho)

## 같이 보기
- 이동 통신망 사업자 목록